# El partit del segle

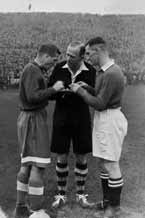
John Harris (Chelsea) i Mikhaïl Semitxastni (Dinamo) a Stamford Bridge el 13 de novembre de 1945.

El partit del segle (rus: Одиннадцать молчаливых мужчин, romanitzat: Odinnadtsat moltxalivikh mujtxin; lit. ‘Onze homes silenciosos’) és una pel·lícula russa de drama esportiu del 2022 dirigida per Aleksei Pimànov. La pel·lícula narra la història de l'històric viatge dels futbolistes soviètics del FJ Dinamo Moscou que van arribar a la Gran Bretanya el novembre de 1945 per jugar en clubs de futbol anglesos. Els periodistes britànics van batejar els atletes soviètics amb l'epítet dels Onze homes silenciosos. La pel·lícula és protagonitzada per Makar Zaporojski, Pàvel Trubiner, Roman Kurtsin, Andrei Txernixov, Ievguenia Lapova, Aliona Kolómina i Dmitri Belotserkovski. El film es va estrenar als cinemes el 17 de febrer de 2022 amb la distribució de Central Partnership. S'ha doblat i subtitulat al català.
El rodatge principal va començar el setembre de 2019 i va tenir lloc a Moscou, als districtes municipals de Pàvlovsk i Puixkin de la ciutat de Sant Petersburg, a la ciutat de Kaluga, i a Londres.